# Honda FCX Clarity
Honda FCX Clarity (Fuel Cell eXperimental) — автомобиль с силовой установкой на водородных топливных элементах компании Honda.
Продажи в лизинг начались в США летом 2008 года. В Японии — в ноябре 2008 года.
Ежемесячный лизинговый платёж в США составлял $600, техобслуживание входило  в эту сумму (7200$ в год).
В 2008 году Honda заявила о планах предоставить в аренду 200 экземпляров до 2011 года. Первые пять получателей машин были названы на специальной церемонии, которая состоялась 16 июня 2008 года в Японии. Выбор сделан из более чем 50 тысяч кандидатов, зарегистрировавшихся на сайте Honda.
Заправку водородом предлагается производить в домашних условиях от компактной домашней энергетической станции (Home Energy Station).
В подсистеме «Разгон—торможение» применён ионистор собственной разработки (супер-конденсатор без традиционных «обкладок»).
По состоянию на июль 2010 года в лизинге находилось 20 автомобилей США и примерно по 10 в Японии и в Европе.

## Прототип 1999 года

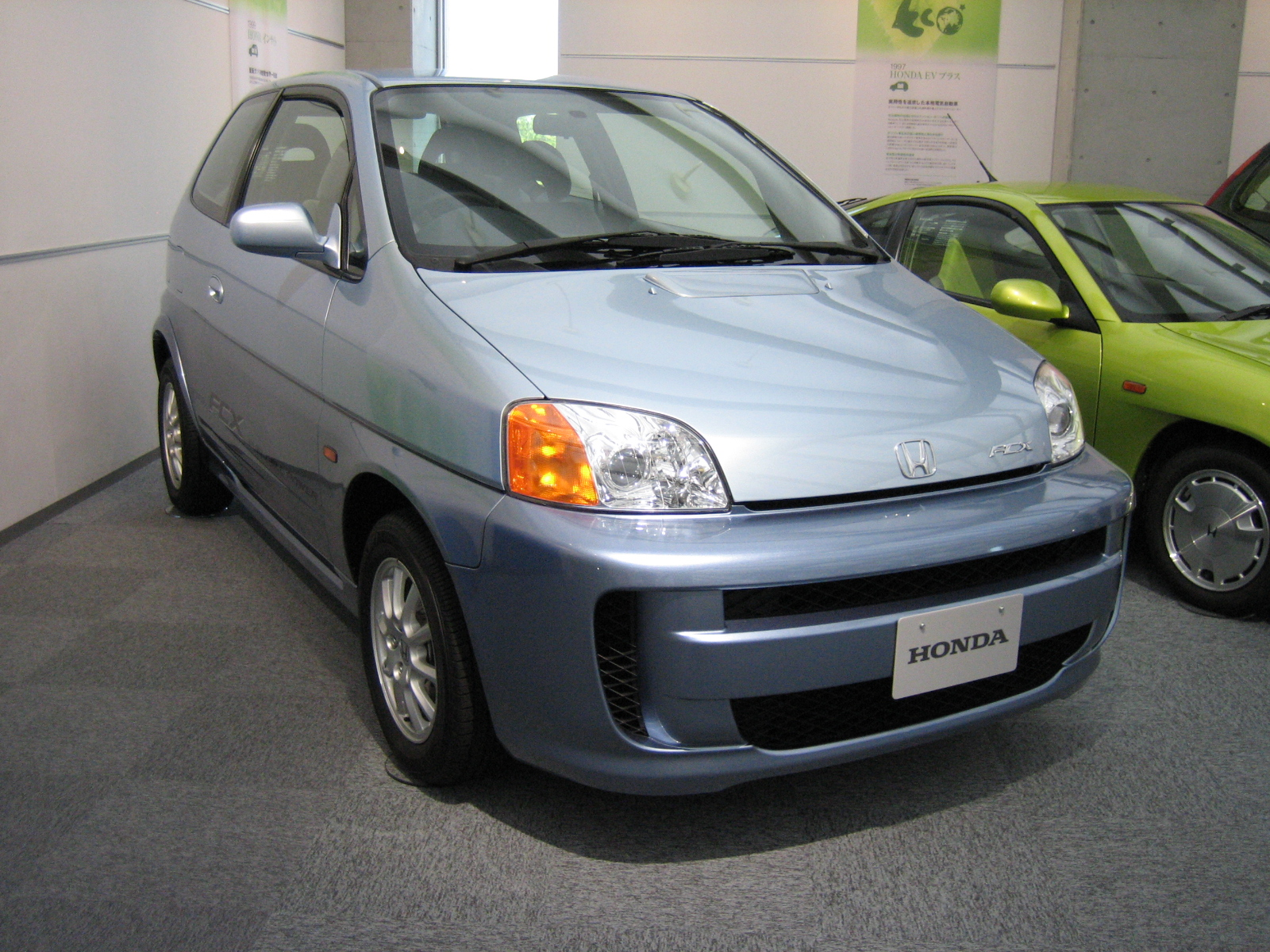
Honda FCX, 1999

Первый прототип FCX был представлен в 1999 году. На автомобиле был установлен Протон-обменный топливный элемент производства канадской компании Ballard Power. Мощность топливного элемента составляла 78 кВт. На автомобиле был установлен электродвигатель мощностью 60 кВт. (80 л.с.), с моментом 272 Нм. Дальность пробега составляла 270 км.
Первый автомобиль был поставлен для испытаний в Лос-Анджелес в декабре 2002 г.

## Прототип 2005 года
На новой версии автомобиля были установлены баки для хранения 4 кг водорода. Этого достаточно для 300 км пробега. Позднее дальность пробега была увеличена до 330 км. Электродвигатель мощностью 80 кВт. Максимальная скорость автомобиля 150 км/ч. Разгон до 100 км/ч. за 9,5 секунд.
Топливные элементы разработаны компанией Honda и получили название Honda FC Stack. Мощность топливных элементов 86 кВт. Холодный запуск при минус 20 °C. 29 июня 2005 Honda впервые поставила автомобили на водородных топливных элементах в лизинг частным лицам.
Существует оценка, что каждый прототип 2005 года стоил в производстве более чем 1 миллион долларов США.

## Прототип 2007 года

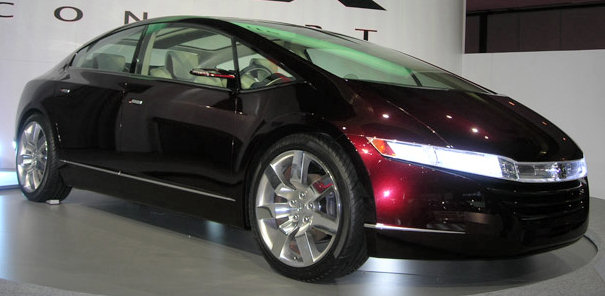
Концепт-кар Honda FCX, 2006

Представлен 25 сентября 2006 года. Водородный топливный элемент установлен вертикально в центральном тоннеле в полу автомобиля. Водород и кислород стекают вертикально вниз внутри топливного элемента.
Мощность топливного элемента увеличилась до 100 кВт. Топливные элементы способны запускаться при температурах минус 30 °C. Топливные элементы стали на 20 % меньше, и на 30 % легче предыдущей версии.
На FCX 2007 года установлены три электродвигателя: один на передних колёсах (80 кВт.) и по одному двигателю (по 25 кВт.) на каждое заднее колесо.
В баках для хранения водорода применены новые абсорбирующие материалы. Ёмкость бака удвоилась (в сравнении с первой версией 1999 года). Новые баки хранят 5 кг (171 литр) водорода при давлении 350 атмосфер. Этого достаточно для пробега 570 км. Максимальная скорость автомобиля 160 км/ч. В дополнение к автомобилю Honda представила Домашнюю Энергетическую Станцию (HES).
Установка производит водород из бытового природного газа. Её топливные элементы генерируют 5 кВт электроэнергии для бытовых нужд и тепло для обогрева дома. Часть водорода направляется на заправку автомобиля.
По подсчётам Honda HES позволяет сократить выбросы CO2 на 40 %, и затраты на энергообеспечение дома на 50 %.
Honda FCX продаётся в ограниченных количествах 2008 году в Японии и Калифорнии. В настоящее время в Калифорнии существует самая крупная в мире водородная автомобильная инфраструктура.
В марте 2006 г. в Калифорнии работало 23 водородных заправочных станции, планировалось строительство 14 станций. В штате действует проект Водородное Шоссе Калифорнии. Цель проекта — обеспечить каждому жителю Калифорнии доступ к водородной автомобильной инфраструктуре вдоль главных шоссе штата к 2010 году. Для этого будет построено 170 заправочных станций через каждые 20 миль.
По оценкам K.G. Duleep, стоимость производства этих автомобилей могла составлять 120-140 тысяч долларов США 

## Сравнение версий топливных элементов
| Параметр       | 1999        | 2003       | 2006       |
| -------------- | ----------- | ---------- | ---------- |
| Мощность       | 60 кВт      | 86 кВт     | 100 кВт    |
| Объём          | 134 литра   | 66 л       | 52 л       |
| Вес            | 202 кг      | 96 кг      | 67 кг      |
| Мощность/Объём | 0,448 кВт/л | 1,3 кВт/л  | 1,92 кВт/л |
| Мощность/вес   | 0,3 кВт/кг  | 0,9 кВт/кг | 1,5 кВт/кг |